# Терпеново
Терпеново — деревня в Кадуйском районе Вологодской области.
Входит в состав Никольского сельского поселения, с точки зрения административно-территориального деления — в Никольский сельсовет.
Расстояние по автодороге до районного центра Кадуя — 31 км, до центра муниципального образования села Никольское — 7 км. Ближайшие населённые пункты — Занино, Калинино, Куликово, Лыковская, Мелехино, Михайловская, Семеновская, Тарасовская, Ципелево.
По переписи 2002 года население — 8 человек.
В реестр населённых пунктов в 1999 году внесена как деревня Терпенево. Изменение в реестр внесено постановлением правительства области 14 апреля 2003 года.